# 45 (liczba)
45 (czterdzieści pięć) – liczba naturalna następująca po 44 i poprzedzająca 46.

## 45 w nauce
- liczba atomowa rodu
- obiekt na niebie Messier 45
- galaktyka NGC 45
- planetoida (45) Eugenia

## 45 w kalendarzu
45. dniem w roku jest 14 lutego. Zobacz też co wydarzyło się w 45 roku n.e.

## Inne
45 minut to czas trwania godziny lekcyjnej w Polsce.